# Resolució 669 del Consell de Seguretat de les Nacions Unides
La Resolució 669 del Consell de Seguretat de les Nacions Unides, adoptada per unanimitat el 24 de setembre de 1990 després de recordar la resolució 661 (1990) i l'article 50 del Capítol VII de la Carta de les Nacions Unides, el Consell era conscient de la creixent quantitat de sol·licituds d'assistència que s'han rebut sota Article 50, relatiu a sancions internacionals contra Iraq després de la seva invasió de Kuwait.
L'article 50 estableix que, si el Consell de Seguretat imposa sancions contra qualsevol estat, ja sigui membre de les Nacions Unides o no, un país que s'enfronta a problemes econòmics a conseqüència de les mesures té dret a consultar al Consell per trobar una solució al problema. 21 estats, inclosa Jordània, que van patir les conseqüències adverses de les sancions, van presentar sol·licituds d'aquesta manera.
En aquest sentit, el Consell va demanar al Comitè del Consell de Seguretat establert en la Resolució 661 (1990) que examini les sol·licituds d'assistència d'acord amb l'article 50. Es va informar de nou demanant als Estats membres que donessin suport a altres estats que havien estat afectats per les sancions a l'Iraq.